# استرلینگ جانکشن (کالیفرنیا)
استرلینگ جانکشن (به انگلیسی: Stirling Junction) یک منطقهٔ مسکونی در ایالات متحده آمریکا است که در شهرستان بیوت، کالیفرنیا واقع شده‌است. استرلینگ جانکشن ۶۲ متر بالاتر از سطح دریا قرار دارد.